# Басы (Харьковская область)
Басы́ (укр. Баси) — бывшее село на Украине (Солоницевский поселковый совет, Дергачёвский район, Харьковская область).
Село присоединено к посёлку городского типа Солоницевка.

## Географическое положение
Село Басы находится на правом берегу реки Уды в месте впадения в неё реки Уды II (Люботинка), выше по течению на расстоянии в 1 км расположен посёлок Курортное, ниже по течению примыкает к селу Червоное (присоединено к пгт Солоницевка), на противоположном берегу — пгт Пересечная и Солоницевка, на расстоянии 1 км железнодорожная станция Шпаковка.

## История
- Село присоединено к посёлку городского типа Солоницевка в ? году.